# Loch Sport
Loch Sport – miasto w Australii, w stanie Wiktoria.